# Консервный ряд
«Консе́рвный ряд» (англ. Cannery Row) — роман Джона Стейнбека, опубликованный в январе 1945 года.

## История публикации
Роман впервые был напечатан в январе 1945 года в США.

## Персонажи
- Док (англ. Doc) — учёный-биолог, специалист по фауне океана.
- Мак (англ. Mack) — лидер группы безработных гедонистов.
- Ли Чонг (англ. Lee Chong) — китаец, владелец бакалейной лавки.
- Дора Флуд (англ. Dora Flood) — управляющая заведением «Медвежий флаг».
- Эдди (англ. Eddie) — запасной бармен в кафе "Ла Ида".

## Сюжет
Роман повествует о жизни и взаимоотношениях обитателей Консервного ряда — промышленного района Монтерея, в котором расположен рыбный консервный завод. Действие романа происходит во времена Великой депрессии.
Автор описывает каждого из персонажей, его жизнь и окружение. Центральными фигурами романа являются Док и Мак.
Док — биолог, владелец собственной скромной лаборатории, которая продаёт свою продукцию университетам и другим заказчикам. Док пользуется заслуженным авторитетом и уважением среди обитателей Консервного ряда, однако Док, что называется, держит дистанцию со своими соседями.
Мак — «старейшина, вождь, наставник и в совсем крошечной степени эксплуататор небольшого сообщества, которое объединялось отсутствием у его членов семей и денег, а также тем, что, кроме еды, питья и удовольствий, никаких других потребностей у них не было».
Док часто выручал многих из обитателей Ряда, и Мак решил как-то отблагодарить Дока. Мак решает организовать для Дока вечер, сделать сюрприз, подарить выпивку и сотни пойманных лягушек (за которых Док всё-таки должен будет заплатить по 5 центов за штуку).
Из-за чудовищного стечения обстоятельств, вечер закончился погромом в доме Дока, а сам Док на вечеринку в свою честь так и не попал. Разъярённый Док избил осознающего свою вину Мака.
Мак и его друзья становятся предметом общественного осуждения, однако гордо терпят обструкцию местного общества и готовятся загладить свою вину.
Наконец им удается восстановить отношения с Доком — Мак и компания организуют новую вечеринку, которая удаётся на славу, хотя тоже заканчивается погромом.

## Прототипы персонажей и мест, упоминаемых в романе
Образ Дока списан с друга Стейнбека — известного биолога Эда Рикеттса; его «Западная Биологическая Лаборатория» существовала на самом деле (только называлась Тихоокеанской), и располагалась с 1928 по 1948 год на монтерейской Оушен-Вью Авеню, ныне переименованной в Консервный Ряд.

## Продолжение
В 1954 году Дж. Стейнбек написал продолжение «Консервного ряда» под названием «Благостный четверг». В нём появляются новые персонажи, а Док находит любовь с помощью своих друзей. Действие происходит девять лет спустя.

## Экранизации и театральные постановки
- 1982 — Консервный ряд (фильм) (англ. Cannery Row) — фильм режиссёра Дэвида Варда. Сюжет фильма сочетает элементы и первоисточника и его продолжения, романа «Благостный четверг».
- Существует также написанное Дж. Р. Холлом в 1995 году переложение романа для театра.

## В массовой культуре
Названия отдельных серий мультфильмов Твити («Canary Row», 1950) и Том и Джерри («Cannery Rodent», 1967) при всём сходстве — не более, чем игра слов.